# 巴扬
巴扬（Baião，发音[baˈjɐ̃w]），葡萄牙波尔图区市镇，总面积174.5 km²，总人口20 522(2011年)。巴扬市镇包含14个堂区